# Hoonhorst
Hoonhorst est un village situé dans la commune néerlandaise de Dalfsen, dans la province d'Overijssel. Le 1er janvier 2008, le village comptait 641 habitants.